# Litoria lorica
Litoria lorica је водоземац из реда жаба и фамилије Hylidae.

## Угроженост
Ова врста је крајње угрожена и у великој опасности од изумирања. Није виђена од 1991. до 2009. године када је примећена мала популација ове врсте.

## Распрострањење
Северноисточни Квинсленд, Аустралија је једино познато природно станиште врсте.
Популација ове врсте се смањује, судећи по расположивим подацима.

## Станиште
Природно станиште се налази на надморској висини од 640 до 1000 метара.
Станишта врсте су шуме и слатководна подручја.